# Dreetzsee (Neulöwenberg)
Der Dreetzsee (vereinzelt auch Dretzsee) ist ein natürlicher See im Norden des Landes Brandenburg. Er liegt auf dem Gebiet des Ortsteils Neulöwenberg der Gemeinde Löwenberger Land (Landkreis Oberhavel). Auf den Schmettauschen Karten wurde er als Teschendorfer See bezeichnet. An den Ufern des Dreetzsees liegen die Dörfer Teschendorf und Grüneberg.
Der Dreetzsee ist ein kalkreicher, ungeschichteter See am Südrand des Naturraums der Granseer Platte. Zuflüsse sind der Teschendorfer Graben von Westen und der Grüneberger Graben von Norden. Der Abfluss erfolgt im Südosten über den Teschendorfer Graben, der schließlich in den Ruppiner Kanal mündet.
Am Nordwestufer befindet sich die Ruine der mittelalterlichen Burg Schrabsdorf. Der Dreetzsee ist Teil des Landschaftsschutzgebietes Obere Havelniederung.